# Мемнон (мифология)

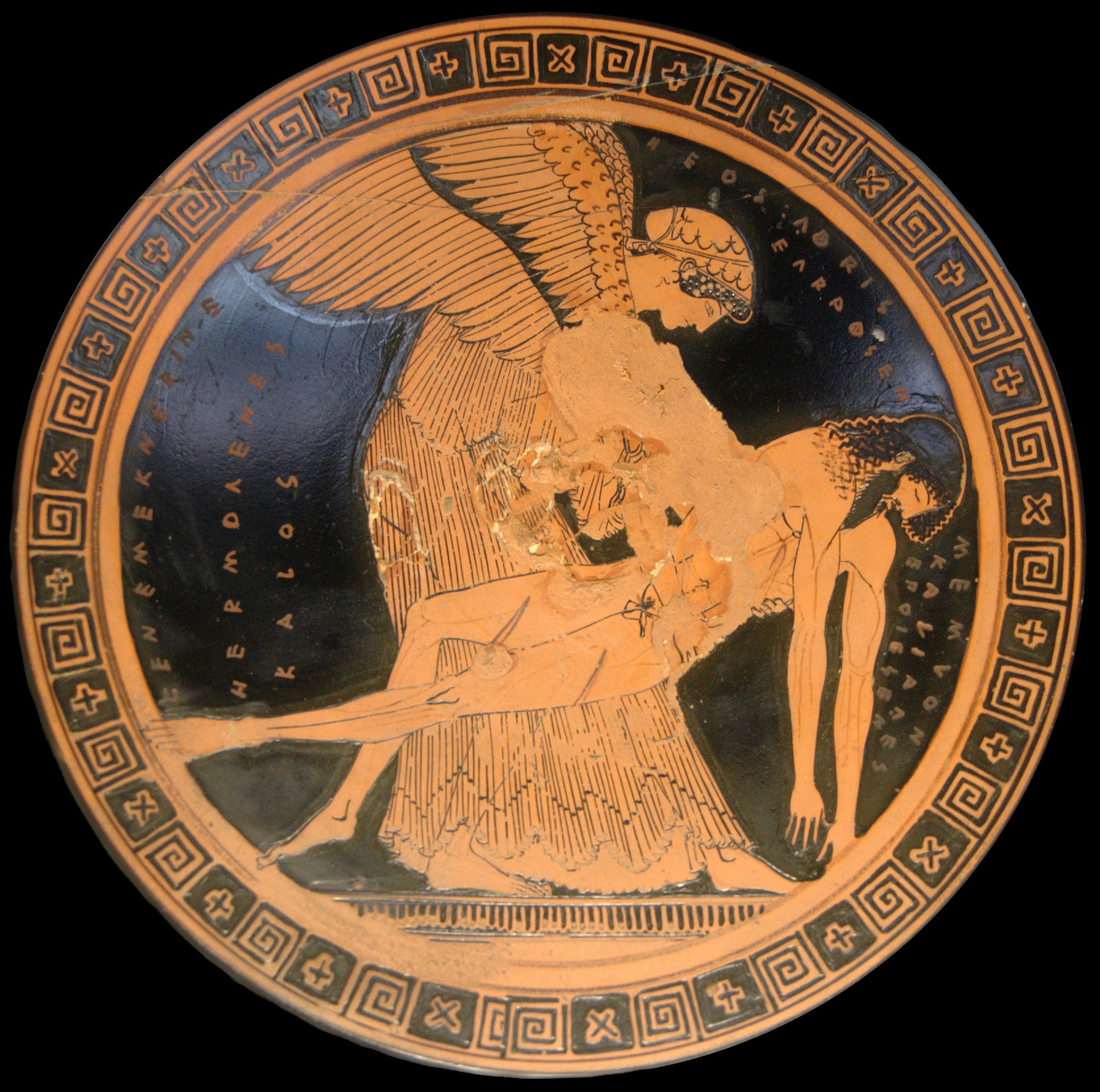
Эос поднимает тело своего сына Мемнона. Краснофигурный сосуд, Капуя, начало V века до н. э.

Ме́мнон (др.-греч. Μέμνων) — в древнегреческой мифологии сын Эос и Титона, царь эфиопов. Его оружие изготовил Гефест.

## Мифическая биография
Во время Троянской войны Мемнон привёл большое войско эфиопов на защиту Трои. Убил Антилоха, но погиб от руки Ахилла, который мстил за смерть друга. В поэме Квинта Смирнского убил 3 ахейцев, но убит Ахиллом. Смерть Мемнона напоминает гибель Гектора, другого защитника Трои, которого Ахиллес убил, желая отомстить за смерть друга (Патрокла). Согласно некоторым учёным, именно поэма «Эфиопида» содержит более архаичные мотивы, чем «Илиада», и послужила образцом для неё, а не наоборот.
После гибели Мемнона Зевс, видя безутешное горе Эос (по легенде, капли росы, появляющиеся по утрам, — это слёзы богини, скорбящей по погибшему сыну), вернул его к жизни и наделил бессмертием.

## Связываемые с Мемноном объекты
Древние греки и римляне идентифицировали с мифическим Мемноном многие объекты на Древнем Востоке, относящиеся к предшествующим эпохам. По Гесиоду, дядя Мемнона воздвиг ему памятник во Фригии. Страбон сообщает, что гробницу Мемнона показывали над устьем Эсепа. Согласно Симониду, Мемнон погребен близ Пальта в Сирии у реки Бада.
Святилище Мемнона находилось на реке Оронте. Бронзовый меч Мемнона хранился в Никомедии в храме Асклепия. Изображен в Аиде на картине Полигнота в Дельфах. На плаще Мемнона вытканы птицы мемнониды. Фригийцы показывают дорогу, по которой он вел войска. По версии, Мемнон (эфиопский царь, сын Эос) царствовал пять поколений, существовала его статуя в виде юноши.
Геродот называл Сузы «Мемноновым городом», что может являться смутным воспоминанием об истории Элама как «героической эпохи Сусиды». Он также описывает две высеченные в скале статуи в Ионии (одна на пути из Эфеса в Фокею, другая на пути из Сард в Смирну) с «наполовину египетским, наполовину эфиопским» облачением и вооружением, сообщая, что их отождествляют с Мемноном, но сам он считает это заблуждением и приписывает Сесострису.
По сообщениям античных авторов, включая Павсания и Тацита, статую Мемнона показывали в египетских Фивах (на западном берегу напротив современного Луксора), но, по фиванцам, это Фаменоф. На деле знаменитые «колоссы Мемнона» были огромными статуями Аменхотепа III (впрочем, уже Манефон отождествлял этого «Аменофиса», 8-го фараона XVIII династии, с Мемноном), воздвигнутыми перед его поминальным храмом, постройкой которого руководил зодчий и сановник Аменхотеп, сын Хапу. Одна из статуй, расколовшаяся из-за землетрясения 27 года до н. э., начала издавать звуки (из-за ветра или повышающейся температуры и испарения влаги внутри пористого камня), воспринимаемые как плач богини Эос по сыну. Этим колосс привлекал множество посетителей, пока римский император Септимий Север не приказал заделать щели в 199 году н. э.

## В позднейшей литературе
Мемнон — действующее лицо трагедий Эсхила «Мемнон» (фр.127-128 Радт) и «Взвешивание душ» (фр.329 Радт), трагедии Софокла «Мемнон, или Эфиопы» (фр.28-29 Радт), трагедии Тимесифея «Мемнон».
В прологе к «Младшей Эдде» Снорри Стурлусона упоминается конунг из Трои («теперь Страна Турков» (Tyrkland)) по имени Мунон или Меннон, приходящийся отцом Тору из германо-скандинавской мифологии и предком Одину. Это может быть контаминацией царя Мемнона и другого участника Троянской войны — Менона.

## В прочих произведениях
Total War: Pharaoh: Dyansties можно сыграть за Мемнона, если выбрать Напату.